# San Antonio de Cortés
San Antonio de Cortés è un comune dell'Honduras facente parte del dipartimento di Cortés.
Il comune venne istituito nel 1837.